# Lista de conflitos envolvendo a Palestina
| Conflito                                | Combatente 1                                                                                    | Combatente 2                             | Resultado |
| --------------------------------------- | ----------------------------------------------------------------------------------------------- | ---------------------------------------- | --- |
| Guerra da Palestina de 1948 (1947–1949) | Exército de Liberação Árabe · Reino do Egito · Reino do Iraque · Transjordânia · Síria · Líbano | Israel                                   | Derrota - Êxodo palestino e judeu 1949 Armistício. - Israel manteve a área destinada a ele pelo Plano de Partilha e capturou 50% da área reservada, para Estado árabe. |
| Guerra de Desgaste (1967–1970)          | Exército do Sul do Líbano · Jordânia                                                            | Israel                                   | Derrota - Surto de setembro Negro na Jordânia. |
| Setembro Negro (1970–1971)              | Exército do Sul do Líbano · Síria                                                               | Jordânia                                 | Derrota - OLP expulsos para o Líbano. |
| Guerra Civil Libanesa (1975–1985)       | OLP · Síria · Movimento Nacional Libanês Hezbollah                                              | Israel · Exército do Sul do Líbano Síria | Derrota - OLP deposto do Líbano por Israel em 1982, em seguida, pela Síria em 1985; liderança exilada em Tunis.                                                        |
| Primeira Intifada (1987–1993)           | Palestinos Hamas                                                                                | Israel                                   | Acordos de Paz de Oslo - PNA estabelecida, OLP reconhece Israel. |
| Segunda Intifada (2000–2005)            | Fatah Hamas                                                                                     | Israel                                   | Derrota - Diminuição da violência na Cisjordânia. |
| Batalha de Gaza (2007) (2007)           | Fatah                                                                                           | Hamas                                    | Vitória do Hamas - Hamas assume a Faixa de Gaza. |
| Operação Chumbo Fundido (2008–2009)     | Hamas                                                                                           | Israel                                   | Derrota - Número de foguetes sendo disparados de Gaza reduzida. |
| Operação Pilar Defensivo (2012)         | Hamas                                                                                           | Israel                                   | Derrota - Capacidades de lançamento do Hamas severamente danificado - Número de foguetes sendo disparados de Gaza reduzida.                                            |
| Operação Margem Protetora (2014)        | Hamas                                                                                           | Israel                                   | Ambos os lados clamam vitória - Destruição do Hamas. |